# Campeonato de Primera B 1991-92 (Argentina)
El Campeonato de Primera División B 1991-92 fue la quincuagésima novena temporada de la Primera B y la sexta como tercera categoría del fútbol argentino. Fue disputado entre el 3 de agosto de 1991 y el 15 de abril de 1992. Su objetivo fue el de otorgar un ascenso directo a la Primera B Nacional al equipo que se coronase campeón y a un segundo equipo a través de dos Torneos Zonales, disputado contra equipos del Torneo del Interior 1991-92. En ambos casos se agregaba una posibilidad más de ascenso, al disputarse un Torneo Reducido de ascenso a la Primera División de Argentina, contra equipos que disputaron el Campeonato Nacional B 1991-92.
Se incorporaron para el torneo Defensores de Cambaceres, Sarmiento de Junín y Luján, campeón, segundo ascendido y ganador del Torneo Permanencia de la Primera C, respectivamente, así como Tigre y Atlanta, descendidos del Nacional B.
El campeón fue Ituzaingó, tras finalizar igualado en puntos con Los Andes y vencerlo en un desempate, que de esta manera logró el ascenso al Nacional B. También consiguió ascender Arsenal al ganar el Zonal Sudeste. Ambos equipos a su vez, se ganaron el derecho de participar en el Torneo Reducido de Ascenso por una plaza en la Primera División Argentina, sin embargo ninguno de los dos logró acceder a dicha plaza, debiendo disputar la temporada 1992-93 en la Primera B Nacional.
Asimismo, el torneo no determinó el descenso de ningún club ya que el equipo que había finalizado en la última posiciones de la tabla de promedios, Luján, ganó el Torneo permanencia y mantuvo la categoría.

## Ascensos y descensos
| Posición | Descendidos de la Primera B 1990-91 |
| -------- | ----------------------------------- |
| 15.º     | Berazategui                         |

| Posición    | Ascendidos de la Primera C 1990-91 |
| ----------- | ---------------------------------- |
| 1.°         | Defensores de Cambaceres           |
| Gan. Red.   | Sarmiento de Junín                 |
| Torn. Perm. | Luján                              |

| Posición       | Ascendidos al Nacional B 1991-92 |
| -------------- | -------------------------------- |
| 1.º            | Central Córdoba (R)              |
| Zonal Noroeste | Nueva Chicago                    |

| Posición | Descendidos del Nacional B 1990-91 |
| -------- | ---------------------------------- |
| 20.º     | Tigre                              |
| 22.º     | Atlanta                            |

- A mediados de 1991, Temperley entró en proceso de quiebra y no pudo disputar el torneo.
- De esta manera, el número de equipos participantes aumentó a 17.

## Equipos participantes
| Equipo             | Ciudad              | Estadio                 | Capacidad |
| ------------------ | ------------------- | ----------------------- | --------- |
| All Boys           | Buenos Aires        | Islas Malvinas          | 12.000    |
| Almagro            | José Ingenieros     | Tres de Febrero         | 18.000    |
| Argentino          | Rosario             | José Martín Olaeta      | 6800      |
| Arsenal            | Sarandí             | Julio Humberto Grondona | 5900      |
| Atlanta            | Buenos Aires        | Don León Kolbowsky      | 34.000    |
| Chacarita Juniors  | Villa Maipú         | Chacarita Juniors       | 24.300    |
| Def. de Cambaceres | Ensenada            | 12 de Octubre           | 3000      |
| Deportivo Armenio  | Ingeniero Maschwitz | Armenia                 | 8000      |
| Deportivo Merlo    | Merlo               | José Manuel Moreno      | 8500      |
| El Porvenir        | Gerli               | Enrique de Roberts      | 14.000    |
| Estudiantes        | Caseros             | Ciudad de Caseros       | 16.500    |
| Ituzaingó          | Ituzaingó           | Ituzaingó               | 3500      |
| Los Andes          | Lomas de Zamora     | Eduardo Gallardón       | 33.542    |
| Luján              | Luján               | Municipal de Luján      | 2000      |
| San Miguel         | San Miguel          | Malvinas Argentinas     | 6800      |
| Sarmiento          | Junín               | Eva Perón               | 22.000    |
| Tigre              | Victoria            | José Dellagiovanna      | 26.282    |

### Distribución geográfica de los equipos
| Región                                   | Cant. | Equipos |
| ---------------------------------------- | ----- | --- |
| Conurbano bonaerense                     | 11    | Almagro, Arsenal, Chacarita Juniors, Deportivo Armenio, Deportivo Merlo, El Porvenir, Estudiantes, Ituzaingó, Los Andes, San Miguel y Tigre |
| Ciudad de Buenos Aires                   | 2     | All Boys y Atlanta |
| Interior de la provincia de Buenos Aires | 2     | Luján y Sarmiento |
| Gran La Plata                            | 1     | Defensores de Cambaceres |
| Ciudad de Rosario                        | 1     | Argentino |

## Formato

### Competición
Se disputó un torneo de 32 fechas por el sistema de todos contra todos, ida y vuelta, quedando un equipo libre por fecha. Cada equipo quedó libre dos veces.

### Ascensos
El equipo que más puntos obtuvo salió campeón y ascendió directamente. Los equipos ubicados en el segundo y quinto puesto de la tabla de posiciones final clasificaron al Zonal Sureste, mientras que los ubicados en el tercer y cuarto puesto disputaron el Zonal Noroeste.

### Descensos
El promedio se calculaba sumando los puntos obtenidos en la fase regular de los torneos de 1989/90, 1990/91 y 1991/92 dividiendo por estas 3 temporadas. Para completar 18 equipos en la categoría la temporada siguiente, no hubo descensos directos. El equipo que ocupó el último lugar de la tabla de descenso disputó un Torneo Permanencia que entregó dos lugares en la Primera B.

## Tabla de posiciones
| Pos. | Equipo             | Pts. | PJ | PG | PE | PP | GF | GC | Dif. |
| ---- | ------------------ | ---- | -- | -- | -- | -- | -- | -- | ---- |
| 1.º  | Los Andes          | 42   | 32 | 15 | 12 | 5  | 46 | 23 | 23   |
| 1.º  | Ituzaingó          | 42   | 32 | 16 | 10 | 6  | 38 | 24 | 14   |
| 3.º  | Sarmiento de Junín | 40   | 32 | 13 | 14 | 5  | 34 | 22 | 12   |
| 4.º  | Almagro            | 39   | 32 | 14 | 11 | 7  | 35 | 24 | 11   |
| 5.º  | Arsenal            | 38   | 32 | 13 | 12 | 7  | 37 | 26 | 11   |
| 6.º  | Tigre              | 37   | 32 | 11 | 15 | 6  | 38 | 26 | 12   |
| 7.º  | All Boys           | 36   | 32 | 8  | 20 | 4  | 35 | 31 | 4    |
| 8.º  | Def. de Cambaceres | 31   | 32 | 9  | 13 | 10 | 43 | 35 | 8    |
| 9.º  | Deportivo Armenio  | 31   | 32 | 8  | 15 | 9  | 29 | 30 | −1   |
| 10.º | Argentino (R)      | 30   | 32 | 9  | 12 | 11 | 35 | 35 | 0    |
| 11.º | Chacarita Juniors  | 30   | 32 | 9  | 12 | 11 | 31 | 34 | −3   |
| 12.º | El Porvenir        | 30   | 32 | 9  | 12 | 11 | 32 | 37 | −5   |
| 13.º | San Miguel         | 27   | 32 | 5  | 17 | 10 | 22 | 34 | −12  |
| 14.º | Estudiantes        | 26   | 32 | 10 | 6  | 16 | 34 | 46 | −12  |
| 15.º | Luján              | 24   | 32 | 8  | 8  | 16 | 28 | 47 | −19  |
| 16.º | Atlanta            | 22   | 32 | 5  | 12 | 15 | 25 | 42 | −17  |
| 17.º | Deportivo Merlo    | 19   | 32 | 5  | 9  | 18 | 22 | 48 | −26  |

|  | Clasificado al desempate por el campeonato. |
|  | Clasificado al Torneo Zonal Noroeste.       |
|  | Clasificado al Torneo Zonal Sureste.        |

|  |

### Desempate por el campeonato
Al haber finalizado igualados en la primera ubicación, Los Andes y Ituzaingó debieron disputar un partido desempate para definir al campeón de la temporada, que además obtendría el primer ascenso.
| Ituzaingó | 1 - 1 (4 - 1) | Los Andes | La Doble Visera | 15 de abril de 1992 |
| Ituzaingó se consagró campeón y ascendió al Nacional B, mientras que Los Andes clasificó al Torneo Zonal Sureste. |               |           |                 |                     |

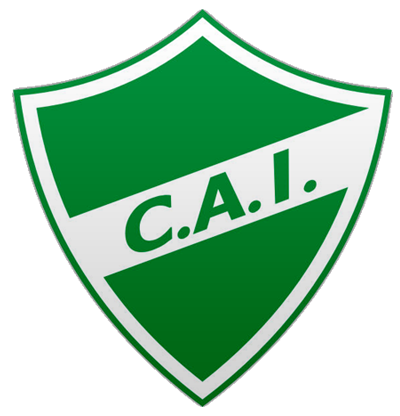
Club Atlético Ituzaingó Campeón Primera B 1991-92 Ascendido a la B Nacional 1992-93

## Torneo Zonal

### Zonal Noroeste
|  | Cuartos de final                               | Cuartos de final   | Cuartos de final                        | Cuartos de final   |   |                                         | Semifinales     | Semifinales | Semifinales | Semifinales |  |                                  | Final              | Final | Final | Final |  |
|  |                                                |                    |                                         |                    |   |                                         |                 |             |             |             |  |                                  |                    |       |       |       |  |
|  |                                                |                    |                                         |                    |   |                                         |                 |             |             |             |  |                                  |                    |       |       |       |  |
|  | Bandera de la Provincia de Buenos Aires        | Almagro            | 3                                       | 1                  |   |                                         |                 |             |             |             |  |                                  |                    |       |       |       |  |
|  | Bandera de la Provincia de Buenos Aires        | Almagro            | 3                                       | 1                  |   |                                         |                 |             |             |             |  |                                  |                    |       |       |       |  |
|  | Bandera de la Provincia de Formosa             | San Lorenzo (F)    | 0                                       | 1                  |   |                                         |                 |             |             |             |  |                                  |                    |       |       |       |  |
|  | Bandera de la Provincia de Formosa             | San Lorenzo (F)    | 0                                       | 1                  |   | Bandera de la Provincia de Buenos Aires | Almagro         | 3           | 1           |             |  |                                  |                    |       |       |       |  |
|  |                                                |                    |                                         |                    |   | Bandera de la Provincia de Buenos Aires | Almagro         | 3           | 1           |             |  |                                  |                    |       |       |       |  |
|  |                                                |                    | Bandera de la Provincia de Jujuy        | Gimnasia y Esgrima | 2 | 3                                       |                 |             |             |             |  |                                  |                    |       |       |       |  |
|  | Bandera de la Provincia de Santiago del Estero | Unión Santiago     | Bandera de la Provincia de Jujuy        | Gimnasia y Esgrima | 2 | 3                                       | 2               | 0           |             |             |  |                                  |                    |       |       |       |  |
|  | Bandera de la Provincia de Santiago del Estero | Unión Santiago     |                                         |                    |   |                                         |                 |             |             |             |  |                                  |                    |       |       |       |  |
|  | Bandera de la Provincia de Jujuy               | Gimnasia y Esgrima | 1                                       | 3                  |   |                                         |                 |             |             |             |  |                                  |                    |       |       |       |  |
|  | Bandera de la Provincia de Jujuy               | Gimnasia y Esgrima | 1                                       | 3                  |   |                                         |                 |             |             |             |  | Bandera de la Provincia de Jujuy | Gimnasia y Esgrima | 2     | 2     |       |  |
|  |                                                |                    |                                         |                    |   |                                         |                 |             |             |             |  | Bandera de la Provincia de Jujuy | Gimnasia y Esgrima | 2     | 2     |       |  |
|  |                                                |                    | Bandera de la Provincia de Salta        | Gimnasia y Tiro    | 4 | 2                                       |                 |             |             |             |  |                                  |                    |       |       |       |  |
|  | Bandera de la Provincia de Córdoba             | Central Río II     | Bandera de la Provincia de Salta        | Gimnasia y Tiro    | 4 | 2                                       | 1               | 1           |             |             |  |                                  |                    |       |       |       |  |
|  | Bandera de la Provincia de Córdoba             | Central Río II     |                                         |                    |   |                                         |                 |             |             |             |  |                                  |                    |       |       |       |  |
|  | Bandera de la Provincia de Salta               | Gimnasia y Tiro    | 1                                       | 4                  |   |                                         |                 |             |             |             |  |                                  |                    |       |       |       |  |
|  | Bandera de la Provincia de Salta               | Gimnasia y Tiro    | 1                                       | 4                  |   | Bandera de la Provincia de Salta        | Gimnasia y Tiro | 2           | 0           |             |  |                                  |                    |       |       |       |  |
|  |                                                |                    |                                         |                    |   | Bandera de la Provincia de Salta        | Gimnasia y Tiro | 2           | 0           |             |  |                                  |                    |       |       |       |  |
|  |                                                |                    | Bandera de la Provincia de Buenos Aires | Sarmiento          | 0 | 1                                       |                 |             |             |             |  |                                  |                    |       |       |       |  |
|  | Bandera de la Provincia de Buenos Aires        | Sarmiento          | Bandera de la Provincia de Buenos Aires | Sarmiento          | 0 | 1                                       | 1               | 3           |             |             |  |                                  |                    |       |       |       |  |
|  | Bandera de la Provincia de Buenos Aires        | Sarmiento          |                                         |                    |   |                                         |                 |             |             |             |  |                                  |                    |       |       |       |  |
|  | Bandera de la Provincia de Santa Fe            | 9 de Julio         | 0                                       | 2                  |   |                                         |                 |             |             |             |  |                                  |                    |       |       |       |  |
|  | Bandera de la Provincia de Santa Fe            | 9 de Julio         | 0                                       | 2                  |   |                                         |                 |             |             |             |  |                                  |                    |       |       |       |  |
|  |                                                |                    |                                         |                    |   |                                         |                 |             |             |             |  |                                  |                    |       |       |       |  |

Nota: En la línea superior de cada llave, figuran los equipos que jugaron los partidos de ida en condición de local.

### Zonal Sudeste
|  | Cuartos de final                        | Cuartos de final | Cuartos de final                        | Cuartos de final | Cuartos de final |                                         |          | Semifinales | Semifinales | Semifinales | Semifinales |  |                                         | Final   | Final | Final | Final |  |
|  |                                         |                  |                                         |                  |                  |                                         |          |             |             |             |             |  |                                         |         |       |       |       |  |
|  |                                         |                  |                                         |                  |                  |                                         |          |             |             |             |             |  |                                         |         |       |       |       |  |
|  | Bandera de la Provincia de Buenos Aires | Belgrano         | 2                                       | 1                |                  |                                         |          |             |             |             |             |  |                                         |         |       |       |       |  |
|  | Bandera de la Provincia de Buenos Aires | Belgrano         | 2                                       | 1                |                  |                                         |          |             |             |             |             |  |                                         |         |       |       |       |  |
|  | Bandera de la Provincia de Mendoza      | Huracán (SR)     | 0                                       | 1                |                  |                                         |          |             |             |             |             |  |                                         |         |       |       |       |  |
|  | Bandera de la Provincia de Mendoza      | Huracán (SR)     | 0                                       | 1                |                  | Bandera de la Provincia de Buenos Aires | Belgrano | 0           | 1           |             |             |  |                                         |         |       |       |       |  |
|  |                                         |                  |                                         |                  |                  | Bandera de la Provincia de Buenos Aires | Belgrano | 0           | 1           |             |             |  |                                         |         |       |       |       |  |
|  |                                         |                  | Bandera de la Provincia de Buenos Aires | Arsenal          | 1                | 3                                       |          |             |             |             |             |  |                                         |         |       |       |       |  |
|  | Bandera de la Provincia de Buenos Aires | Arsenal          | Bandera de la Provincia de Buenos Aires | Arsenal          | 1                | 3                                       | 1        | 0           | (3)         |             |             |  |                                         |         |       |       |       |  |
|  | Bandera de la Provincia de Buenos Aires | Arsenal          |                                         |                  |                  |                                         |          |             | (3)         |             |             |  |                                         |         |       |       |       |  |
|  | Bandera de la Provincia del Río Negro   | Cipolletti       | 1                                       | 0                | (1)              |                                         |          |             |             |             |             |  |                                         |         |       |       |       |  |
|  | Bandera de la Provincia del Río Negro   | Cipolletti       | 1                                       | 0                | (1)              |                                         |          |             |             |             |             |  | Bandera de la Provincia de Buenos Aires | Arsenal | 2     | 2     |       |  |
|  |                                         |                  |                                         |                  |                  |                                         |          |             |             |             |             |  | Bandera de la Provincia de Buenos Aires | Arsenal | 2     | 2     |       |  |
|  |                                         |                  | Bandera de la Provincia de Buenos Aires | Alvarado         | 2                | 1                                       |          |             |             |             |             |  |                                         |         |       |       |       |  |
|  | Bandera de la Provincia de Buenos Aires | Alvarado         | Bandera de la Provincia de Buenos Aires | Alvarado         | 2                | 1                                       | 3        | 0           |             |             |             |  |                                         |         |       |       |       |  |
|  | Bandera de la Provincia de Buenos Aires | Alvarado         |                                         |                  |                  |                                         |          |             |             |             |             |  |                                         |         |       |       |       |  |
|  | Bandera de la Provincia de San Luis     | Huracán (SL)     | 1                                       | 1                |                  |                                         |          |             |             |             |             |  |                                         |         |       |       |       |  |
|  | Bandera de la Provincia de San Luis     | Huracán (SL)     | 1                                       | 1                |                  | Bandera de la Provincia de Buenos Aires | Alvarado | 2           | 2           |             |             |  |                                         |         |       |       |       |  |
|  |                                         |                  |                                         |                  |                  | Bandera de la Provincia de Buenos Aires | Alvarado | 2           | 2           |             |             |  |                                         |         |       |       |       |  |
|  |                                         |                  | Bandera de la Provincia de Buenos Aires | Los Andes        | 2                | 1                                       |          |             |             |             |             |  |                                         |         |       |       |       |  |
|  | Bandera de la Provincia de Buenos Aires | Los Andes        | Bandera de la Provincia de Buenos Aires | Los Andes        | 2                | 1                                       | 3        | 0           |             |             |             |  |                                         |         |       |       |       |  |
|  | Bandera de la Provincia de Buenos Aires | Los Andes        |                                         |                  |                  |                                         |          |             |             |             |             |  |                                         |         |       |       |       |  |
|  | Bandera de la Provincia del Chubut      | Huracán (CR)     | 0                                       | 1                |                  |                                         |          |             |             |             |             |  |                                         |         |       |       |       |  |
|  | Bandera de la Provincia del Chubut      | Huracán (CR)     | 0                                       | 1                |                  |                                         |          |             |             |             |             |  |                                         |         |       |       |       |  |
|  |                                         |                  |                                         |                  |                  |                                         |          |             |             |             |             |  |                                         |         |       |       |       |  |

Nota: En la línea superior de cada llave, figuran los equipos que jugaron los partidos de ida en condición de local.

### Ascendidos a la Primera B Nacional

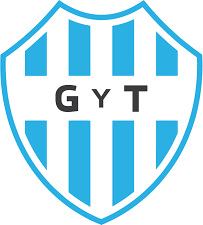
Club de Gimnasia y Tiro (Torneo del Interior)
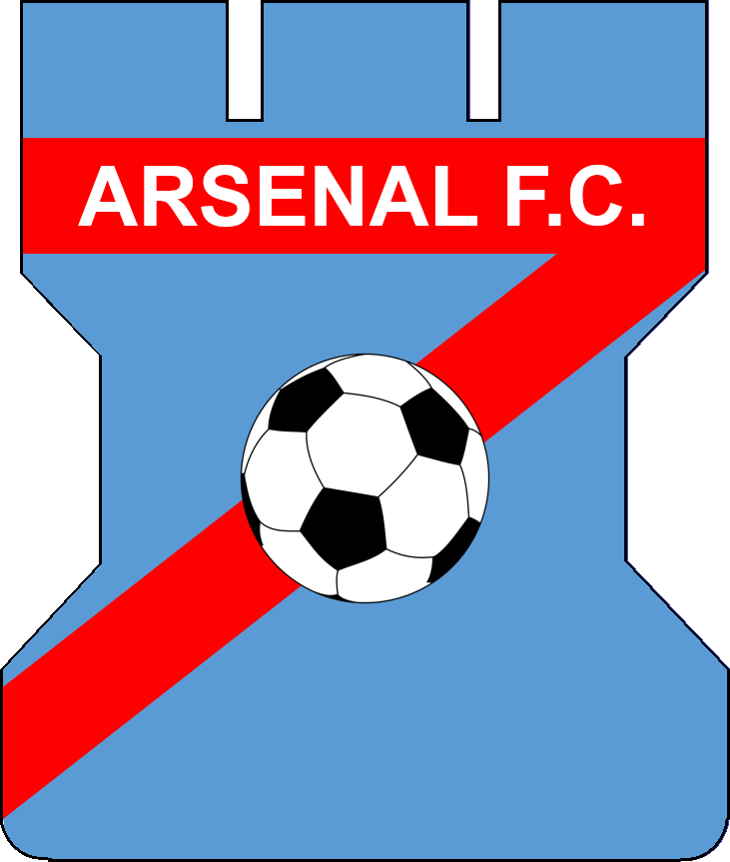
Arsenal Fútbol Club (Primera B)

## Torneo Reducido
Los equipos ranqueados del 2.º al 10.º puesto del Campeonato Nacional B 1991-92, disputaron un Reducido de Ascenso por un segundo cupo para la Primera División. A estos 9 equipos se les sumaron los tres equipos recientemente ascendidos a la B Nacional: el Club Atlético Ituzaingó (campeón de la Primera B 1991-92), el Arsenal Fútbol Club y el Club de Gimnasia y Tiro (ascendidos del Campeonato de Primera B y el Torneo del Interior 1991-92 respectivamente, que lograron sus ascensos a través de los Torneos Zonales). Para todos los cruces, se establecieron ventajas deportivas a favor de los equipos que disputaron el Campeonato Nacional B, dependiendo de las posiciones en que finalizaron y también con relación a los 3 equipos recientemente ascendidos. 
El ganador de este torneo fue el Club Atlético San Martín de Tucumán, que obtuvo la segunda plaza para ascender a la Primera División.

### Cuadro de desarrollo
|  | Octavos de final                        | Octavos de final                    | Octavos de final                     | Octavos de final |   |                                      | Cuartos de final | Cuartos de final                        | Cuartos de final         | Cuartos de final |   |                                    | Semifinales    | Semifinales | Semifinales | Semifinales |  |                                         | Final           | Final | Final | Final |  |
|  |                                         |                                     |                                      |                  |   |                                      |                  |                                         |                          |                  |   |                                    |                |             |             |             |  |                                         |                 |       |       |       |  |
|  |                                         |                                     |                                      |                  |   |                                      |                  |                                         |                          |                  |   |                                    |                |             |             |             |  |                                         |                 |       |       |       |  |
|  |                                         |                                     |                                      |                  |   |                                      |                  |                                         |                          |                  |   |                                    |                |             |             |             |  |                                         |                 |       |       |       |  |
|  |                                         |                                     |                                      |                  |   |                                      |                  |                                         |                          |                  |   |                                    |                |             |             |             |  |                                         |                 |       |       |       |  |
|  |                                         |                                     |                                      |                  |   |                                      |                  |                                         |                          |                  |   |                                    |                |             |             |             |  |                                         |                 |       |       |       |  |
|  |                                         |                                     |                                      |                  |   |                                      |                  |                                         |                          |                  |   |                                    |                |             |             |             |  |                                         |                 |       |       |       |  |
|  |                                         |                                     |                                      |                  |   |                                      |                  |                                         |                          |                  |   |                                    |                |             |             |             |  |                                         |                 |       |       |       |  |
|  |                                         |                                     |                                      |                  |   |                                      |                  |                                         |                          |                  |   |                                    |                |             |             |             |  |                                         |                 |       |       |       |  |
|  |                                         |                                     |                                      |                  |   |                                      |                  |                                         |                          |                  |   |                                    |                |             |             |             |  |                                         |                 |       |       |       |  |
|  |                                         |                                     |                                      |                  |   |                                      |                  |                                         |                          |                  |   |                                    |                |             |             |             |  |                                         |                 |       |       |       |  |
|  |                                         |                                     |                                      |                  |   |                                      |                  |                                         |                          |                  |   |                                    |                |             |             |             |  |                                         |                 |       |       |       |  |
|  |                                         |                                     |                                      |                  |   |                                      |                  | Bandera de la Provincia de Buenos Aires | Almirante Brown (2.º BN) | 1                | 3 |                                    |                |             |             |             |  |                                         |                 |       |       |       |  |
|  |                                         |                                     |                                      |                  |   |                                      |                  |                                         |                          |                  | 3 |                                    |                |             |             |             |  |                                         |                 |       |       |       |  |
|  |                                         |                                     | Bandera de la Provincia de Salta     | Gimnasia y Tiro  | 0 | 0                                    |                  |                                         |                          |                  |   |                                    |                |             |             |             |  |                                         |                 |       |       |       |  |
|  |                                         |                                     | Bandera de la Provincia de Salta     | Gimnasia y Tiro  | 0 | 0                                    |                  |                                         |                          |                  |   |                                    |                |             |             |             |  |                                         |                 |       |       |       |  |
|  |                                         |                                     |                                      |                  |   |                                      |                  |                                         |                          |                  |   |                                    |                |             |             |             |  |                                         |                 |       |       |       |  |
|  |                                         |                                     |                                      |                  |   |                                      |                  |                                         |                          |                  |   |                                    |                |             |             |             |  |                                         |                 |       |       |       |  |
|  |                                         | Bandera de la Provincia de Santa Fe | Colón (3.º BN)                       | 3                | 0 |                                      |                  |                                         |                          |                  |   |                                    |                |             |             |             |  |                                         |                 |       |       |       |  |
|  |                                         |                                     |                                      |                  | 0 |                                      |                  |                                         |                          |                  |   |                                    |                |             |             |             |  |                                         |                 |       |       |       |  |
|  |                                         |                                     | Bandera de la Provincia de Salta     | Gimnasia y Tiro  | 4 | 1                                    |                  |                                         |                          |                  |   |                                    |                |             |             |             |  |                                         |                 |       |       |       |  |
|  | Bandera de la Provincia de Buenos Aires | Douglas Haig                        | Bandera de la Provincia de Salta     | Gimnasia y Tiro  | 4 | 1                                    | 0                | 2                                       |                          |                  |   |                                    |                |             |             |             |  |                                         |                 |       |       |       |  |
|  | Bandera de la Provincia de Buenos Aires | Douglas Haig                        |                                      |                  |   |                                      |                  |                                         |                          |                  |   |                                    |                |             |             |             |  |                                         |                 |       |       |       |  |
|  | Bandera de la Provincia de Salta        | Gimnasia y Tiro                     | 2                                    | 2                |   |                                      |                  |                                         |                          |                  |   |                                    |                |             |             |             |  |                                         |                 |       |       |       |  |
|  | Bandera de la Provincia de Salta        | Gimnasia y Tiro                     | 2                                    | 2                |   |                                      |                  |                                         |                          |                  |   |                                    |                |             |             |             |  | Bandera de la Provincia de Buenos Aires | Almirante Brown | 0     | 1     |       |  |
|  |                                         |                                     |                                      |                  |   |                                      |                  |                                         |                          |                  |   |                                    |                |             |             |             |  | Bandera de la Provincia de Buenos Aires | Almirante Brown | 0     | 1     |       |  |
|  |                                         |                                     | Bandera de la Provincia de Tucumán   | San Martín (T)   | 1 | 1                                    |                  |                                         |                          |                  |   |                                    |                |             |             |             |  |                                         |                 |       |       |       |  |
|  | Bandera de la Provincia de Tucumán      | San Martín (T)                      | Bandera de la Provincia de Tucumán   | San Martín (T)   | 1 | 1                                    | 1                | 1                                       |                          |                  |   |                                    |                |             |             |             |  |                                         |                 |       |       |       |  |
|  | Bandera de la Provincia de Tucumán      | San Martín (T)                      |                                      |                  |   |                                      |                  |                                         |                          |                  |   |                                    |                |             |             |             |  |                                         |                 |       |       |       |  |
|  | Bandera de la Provincia de Buenos Aires | Arsenal                             | 0                                    | 0                |   |                                      |                  |                                         |                          |                  |   |                                    |                |             |             |             |  |                                         |                 |       |       |       |  |
|  | Bandera de la Provincia de Buenos Aires | Arsenal                             | 0                                    | 0                |   | Bandera de la Provincia de Tucumán   | San Martín (T)   | 1                                       | 0                        |                  |   |                                    |                |             |             |             |  |                                         |                 |       |       |       |  |
|  |                                         |                                     |                                      |                  |   | Bandera de la Provincia de Tucumán   | San Martín (T)   | 1                                       | 0                        |                  |   |                                    |                |             |             |             |  |                                         |                 |       |       |       |  |
|  |                                         |                                     | Bandera de la Provincia de Tucumán   | Atlético Tucumán | 1 | 0                                    |                  |                                         |                          |                  |   |                                    |                |             |             |             |  |                                         |                 |       |       |       |  |
|  | Bandera de la Provincia de Tucumán      | Atlético Tucumán                    | Bandera de la Provincia de Tucumán   | Atlético Tucumán | 1 | 0                                    | 1                | 2                                       |                          |                  |   |                                    |                |             |             |             |  |                                         |                 |       |       |       |  |
|  | Bandera de la Provincia de Tucumán      | Atlético Tucumán                    |                                      |                  |   |                                      |                  |                                         |                          |                  |   |                                    |                |             |             |             |  |                                         |                 |       |       |       |  |
|  | Bandera de la Provincia del Chaco       | Chaco For Ever                      | 0                                    | 0                |   |                                      |                  |                                         |                          |                  |   |                                    |                |             |             |             |  |                                         |                 |       |       |       |  |
|  | Bandera de la Provincia del Chaco       | Chaco For Ever                      | 0                                    | 0                |   |                                      |                  |                                         |                          |                  |   | Bandera de la Provincia de Tucumán | San Martín (T) | 0           | 1           |             |  |                                         |                 |       |       |       |  |
|  |                                         |                                     |                                      |                  |   |                                      |                  |                                         |                          |                  |   | Bandera de la Provincia de Tucumán | San Martín (T) | 0           | 1           |             |  |                                         |                 |       |       |       |  |
|  |                                         |                                     | Bandera de la Ciudad de Buenos Aires | Nueva Chicago    | 0 | 0                                    |                  |                                         |                          |                  |   |                                    |                |             |             |             |  |                                         |                 |       |       |       |  |
|  | Bandera de la Ciudad de Buenos Aires    | Nueva Chicago                       | Bandera de la Ciudad de Buenos Aires | Nueva Chicago    | 0 | 0                                    | 3                | 2                                       |                          |                  |   |                                    |                |             |             |             |  |                                         |                 |       |       |       |  |
|  | Bandera de la Ciudad de Buenos Aires    | Nueva Chicago                       |                                      |                  |   |                                      |                  |                                         |                          |                  |   |                                    |                |             |             |             |  |                                         |                 |       |       |       |  |
|  | Bandera de la Provincia de Buenos Aires | Ituzaingó                           | 0                                    | 1                |   |                                      |                  |                                         |                          |                  |   |                                    |                |             |             |             |  |                                         |                 |       |       |       |  |
|  | Bandera de la Provincia de Buenos Aires | Ituzaingó                           | 0                                    | 1                |   | Bandera de la Ciudad de Buenos Aires | Nueva Chicago    | 1                                       | 3                        |                  |   |                                    |                |             |             |             |  |                                         |                 |       |       |       |  |
|  |                                         |                                     |                                      |                  |   | Bandera de la Ciudad de Buenos Aires | Nueva Chicago    | 1                                       | 3                        |                  |   |                                    |                |             |             |             |  |                                         |                 |       |       |       |  |
|  |                                         |                                     | Bandera de la Provincia de Córdoba   | Instituto        | 2 | 1                                    |                  |                                         |                          |                  |   |                                    |                |             |             |             |  |                                         |                 |       |       |       |  |
|  | Bandera de la Provincia de Córdoba      | Instituto                           | Bandera de la Provincia de Córdoba   | Instituto        | 2 | 1                                    | 2                | 2                                       |                          |                  |   |                                    |                |             |             |             |  |                                         |                 |       |       |       |  |
|  | Bandera de la Provincia de Córdoba      | Instituto                           |                                      |                  |   |                                      |                  |                                         |                          |                  |   |                                    |                |             |             |             |  |                                         |                 |       |       |       |  |
|  | Bandera de la Provincia de Buenos Aires | Talleres (RE)                       | 0                                    | 1                |   |                                      |                  |                                         |                          |                  |   |                                    |                |             |             |             |  |                                         |                 |       |       |       |  |
|  | Bandera de la Provincia de Buenos Aires | Talleres (RE)                       | 0                                    | 1                |   |                                      |                  |                                         |                          |                  |   |                                    |                |             |             |             |  |                                         |                 |       |       |       |  |
|  |                                         |                                     |                                      |                  |   |                                      |                  |                                         |                          |                  |   |                                    |                |             |             |             |  |                                         |                 |       |       |       |  |

Nota: En la línea superior de cada llave, figuran los equipos que definieron las llaves de vuelta de local, por tener ventaja deportiva. En caso de empate global, prevalecía dicha ventaja.

Club Atlético San Martín Ascendido a Primera División.

## Tabla de descenso
Para su confección se tomaron en cuenta las campañas de las últimas tres temporadas. El equipo que tuvo el peor promedio jugó el Torneo permanencia con dos equipos de la Primera C para mantener la categoría.
| Pos  | Equipo             | 1989/90 | 1990/91 | 1991/92 | Total | PJ | Promedio |
| ---- | ------------------ | ------- | ------- | ------- | ----- | -- | -------- |
| 01.º | Sarmiento de Junín | -       | -       | 40      | 40    | 32 | 1,250    |
| 02.º | Tigre              | -       | -       | 37      | 37    | 32 | 1,156    |
| 03.º | Los Andes          | -       | 29      | 42      | 71    | 62 | 1,145    |
| 04.º | Almagro            | 26      | 39      | 39      | 104   | 94 | 1,106    |
| 05.º | Arsenal            | 29      | 37      | 38      | 104   | 94 | 1,106    |
| 06.º | All Boys           | 39      | 22      | 36      | 97    | 94 | 1,032    |
| 07.º | Ituzaingó          | 30      | 25      | 42      | 97    | 94 | 1,032    |
| 08.º | El Porvenir        | 36      | 28      | 30      | 94    | 94 | 1,000    |
| 09.º | Atlanta            | 40      | -       | 22      | 62    | 64 | 0,969    |
| 10.º | Def. de Cambaceres | -       | -       | 31      | 31    | 32 | 0,969    |
| 11.º | Estudiantes (BA)   | 32      | 33      | 26      | 91    | 94 | 0,968    |
| 12.º | Argentino (R)      | -       | 29      | 30      | 59    | 62 | 0,952    |
| 13.º | Chacarita Juniors  | 27      | 27      | 30      | 84    | 94 | 0,894    |
| 14.º | Deportivo Merlo    | 36      | 25      | 19      | 80    | 94 | 0,851    |
| 15.º | San Miguel         | 23      | 30      | 27      | 80    | 94 | 0,851    |
| 16.º | Deportivo Armenio  | -       | 21      | 31      | 52    | 62 | 0,839    |
| 17.º | Luján              | -       | -       | 24      | 24    | 32 | 0,750    |

|  |                            |
|  | Jugó el Torneo permanencia |

## Torneo permanencia
Fue disputado entre el equipo que finalizó último en la tabla de descenso de la Primera B, Luján, y los equipos de la Primera C que habían finalizado mejor ubicados en la tabla de posiciones final además de los ascendidos.
El ganador y el segundo disputaron la siguiente temporada en la Primera B mientras que el equipo restante lo hizo en la Primera C.

### Tabla de posiciones
| Pos. | Equipo               | Pts. | PJ | PG | PE | PP | GF | GC | Dif. |
| ---- | -------------------- | ---- | -- | -- | -- | -- | -- | -- | ---- |
| 1.º  | Luján                | 3    | 2  | 1  | 1  | 0  | 3  | 2  | 1    |
| 2.º  | Comunicaciones       | 2    | 2  | 1  | 0  | 1  | 1  | 1  | 0    |
| 3.º  | Argentino de Quilmes | 1    | 2  | 0  | 1  | 1  | 2  | 3  | −1   |

|  | Jugó la siguiente temporada en la Primera B.   |
|  | No logró ascender, se mantuvo en la Primera C. |

### Resultados
| 6 de junio de 1992 | Argentino de Quilmes | 2:2 | Luján | Estadio Enrique de Roberts, Gerli |  |

| 13 de junio de 1992 | Comunicaciones | 1:0 | Argentino de Quilmes | Estadio Don León Kolbowsky, Bs. As. |  |

| 20 de junio de 1992 | Luján | 1:0 | Comunicaciones | Estadio Enrique de Roberts, Gerli |  |